# Hajj Mohammed Mesfewi
Hajj Mohammed Mesfewi, aussi écrit Hadj Mohammed Mesfioui, mort le 13 juin 1906 à Marrakech, est un tueur en série marocain responsable de la mort d'au moins 36 femmes entre la fin du XIXe siècle et le début du XXe siècle. Cordonnier de son état et motivé par l’appât du gain, il opérait en séduisant de jeunes femmes fortunées qu'il invitait ensuite à dîner chez lui pour les assassiner et les dépouiller.
Arrêté, traduit en justice et longuement torturé, il est condamné à être emmuré vivant et meurt au bout de deux jours de supplice.

## Biographie
À la fin du XIXe siècle, une série de disparitions de femmes à Marrakech attire l'attention du public. La rumeur court qu'un meurtrier opère en ville mais les autorités marocaines se révèlent impuissantes à élucider l'affaire. C'est finalement la famille d'une des disparues qui fait avancer l'enquête en remontant la piste jusqu'à une septuagénaire décrite par des témoins comme étant la dernière personne vue par la victime. Cette femme, Rahali, est enlevée et torturée par la famille jusqu'à ce qu'elle avoue sa complicité dans le meurtre et les mène au tueur : le cordonnier Hajj Mohammed Mesfioui. 
Chez Mesfioui, vingt corps décapités sont trouvés au fond d'un puits dans le magasin et seize autres dans le jardin, soit un total de trente-six victimes découvertes. Le mode opératoire du meurtrier est mis à jour : après avoir approché de jeunes femmes issues de familles aisées, il se servait de sa complice Rahali pour les rassurer au moment de les inviter à dîner chez lui. Sur place, les victimes étaient droguées et étranglées puis Mesfioui les dépouillait de leurs bijoux et de leur argent.
Pour satisfaire les colères de la foule, Mesfioui est condamné à être crucifié mais les ambassadeurs européens présents dans le pays s'insurgent contre ce mode d'exécution jugé « barbare ». La sentence est modifiée en pendaison mais elle n'est pas appliquée. Finalement, Mesfioui est longuement torturé et flagellé en place publique pendant deux mois, chaque jour se terminant par dix coups de bâtonnet denté. À l'issue de ce supplice, il est emmuré vivant et meurt au bout de deux jours. Le St. John Sun du 8 septembre 1906 précise qu'il pousse de nombreux cris pendant ses deux jours d'agonie.